# Romana
Romana là một đô thị ở tỉnh Sassari trong vùng Sardinia, có khoảng cách khoảng 150 km về phía tây bắc của Cagliari và cách khoảng 30 km về phía nam của Sassari. Tại thời điểm ngày 31 tháng 12 năm 2004, đô thị này có dân số 608 người và diện tích là 21,6 km².
Romana giáp các đô thị: Cossoine, Monteleone Rocca Doria, Padria, Thiesi, Villanova Monteleone.